# Дейвид Крейн
Дейвид Крейн (на английски: David Crane) е американски сценарист и продуцент. Той и Марта Кауфман са създателите на култовия комедиен сериал „Приятели“, който се излъчва в период от десет години. Крейн е създател и на ситкома „Тайните на Вероника“ (Veronica's Closet) с Кърсти Али.
Крейн завършва гимназия Харитън в Роузмънт, Пенсилвания, а след това взема диплома от Университета Брендейс в Уолтъм, Масачузетс. Той е син на телевизионния водещ Джийн Крейн и първата му съпруга Джоан Крейн. Дейвид Крейн е открито хомосексуален.